# Hans Wolff Schonat

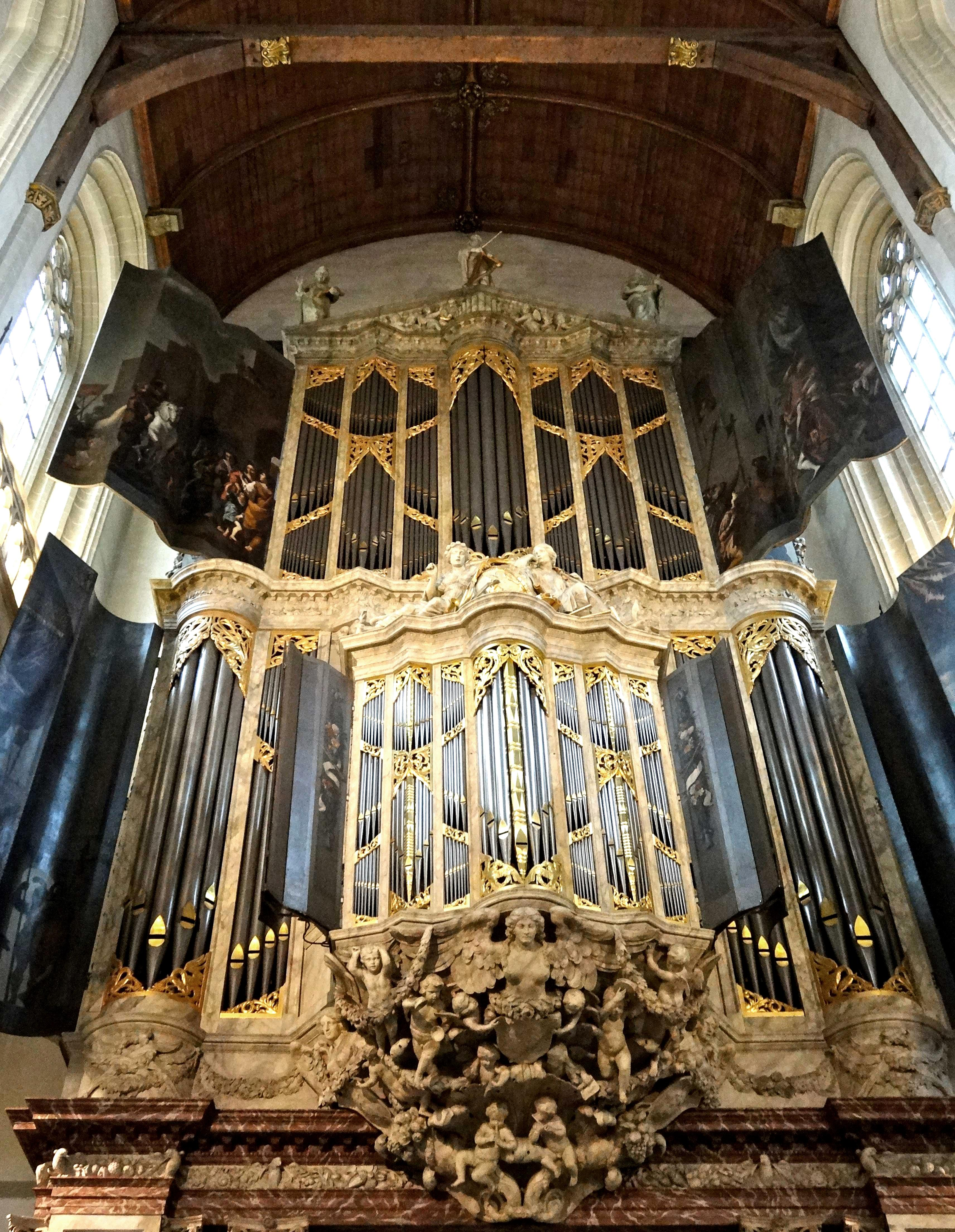
Orgel in der Nieuwe Kerk Amsterdam

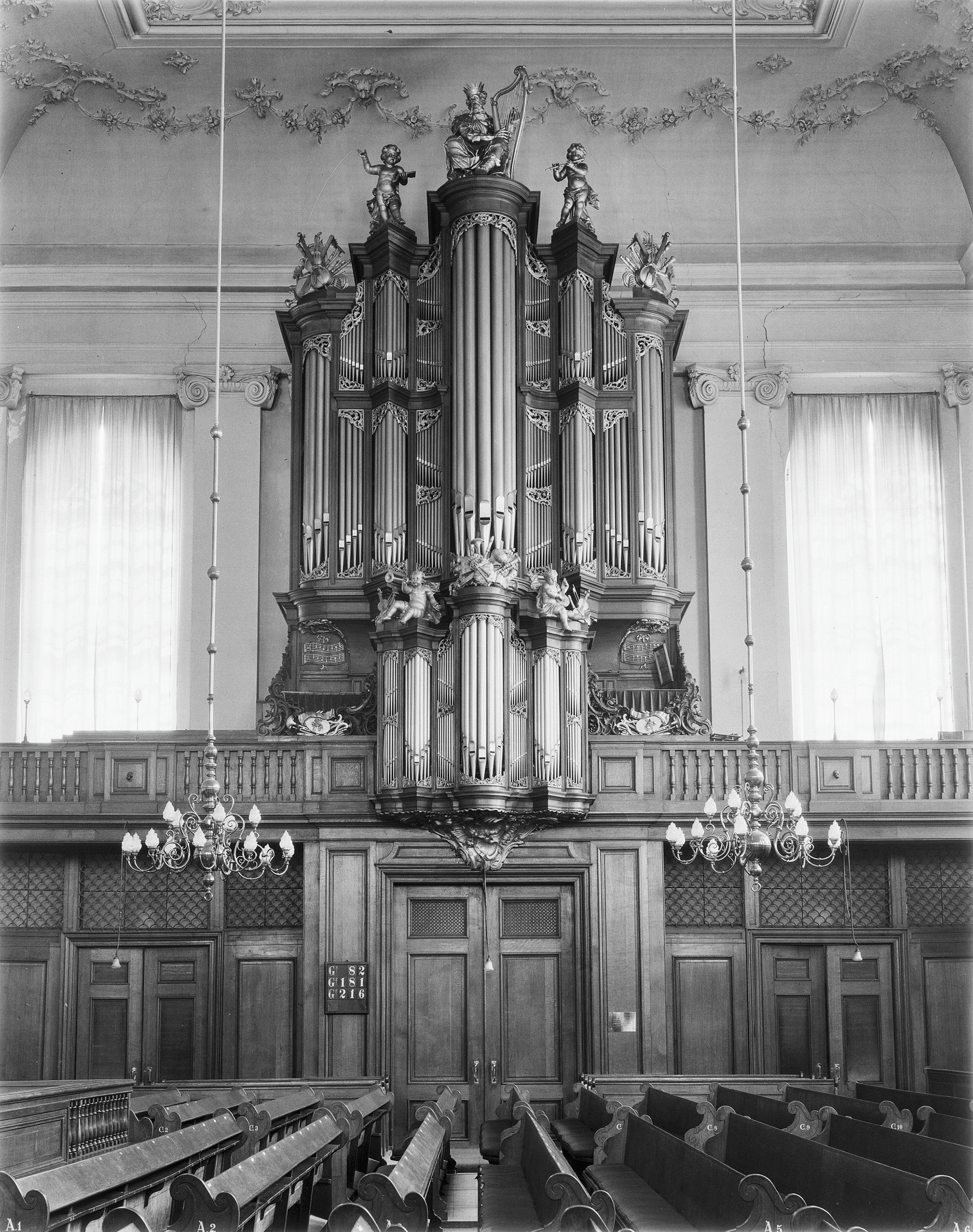
Später erweiterte Orgel in Den Haag

Hans Wolff Schonat (auch: Johann Wolfgang Schonat) (* 1614 als Joannes Wolfgangus Schonat in Windsheim, Bayern; † circa 1673) war ein in den Niederlanden tätiger deutscher Orgelbauer.

## Leben und Werk
Hans Wolff Schonat entstammt einer Orgelbauerfamilie, die in der ersten Hälfte des 17. Jahrhunderts in zwei Generationen die fränkische Orgellandschaft maßgeblich prägten. Er war der Sohn des Orgelbauers Martin Schonat (um 1570–um 1627), einem Schüler von Timotheus Compenius. Sein Bruder Johann Georg Linhard Schonat (* 30. Dezember 1616 in Windsheim; † 19. September 1661 in Würzburg) erlernte den Orgelbau bei Johann Georg Künziger und wurde Orgelbauer.
Vermutlich machte Hans Wolff Schonat seine Ausbildung ebenfalls bei Künziger und übersiedelte in der ersten Hälfte der 1640er Jahre in die Niederlande. Im Jahr 1652 heiratete er in Amsterdam und ließ sich dort nieder. Einige Male besuchte er seine fränkische Heimat, so im Jahr 1657. 1648 schuf er für die lutherische Kirche in Den Haag eine zweimanualige Orgel, die mehrfach erweitert und 1753 von Johann Bätz ersetzt wurde. Das veränderte Gehäuse und auch Pfeifenwerk von Schonat wurde in den Neubau einbezogen und blieb erhalten. Sein bekanntestes Werk dürfte der Bau der Orgel in der  Nieuwe Kerk in Amsterdam sein, die 1655 erbaut und 1673 erweitert wurde. 1658 entstand eine Chororgel in der Oude Kerk, von der noch das Gehäuse erhalten ist. Des Weiteren baute er neben Hausorgeln wie damals üblich auch besaitete Tasteninstrumente wie Cembali und Virginale.